# Se dice amor
Se dice amor fue una telenovela argentina coproducida por L.C. Acción Producciones y Telefe, se emitió entre 2005-2006. Protagonizada por Juan Darthés, Eugenia Tobal, y Millie Stegman. Coprotagonizada por Segundo Cernadas, Sabrina Garciarena, Andrea Frigerio, Diego Olivera, Gigí Ruá, Marcelo Alfaro, Mónica Villa, y Gabriela Sari. Antagonizada por Florencia Ortiz, Norberto Gonzalo, Fabián Pizzorno, Juana Viale, Arnaldo André y los primeros actores Antonio Grimau, e Hilda Bernard. También, contó con las actuaciones especiales de Mimí Ardú y los primeros actores Gerardo Romano, Silvia Kutika, Alicia Zanca, Thelma Biral, Osvaldo Santoro, Cristina Alberó, Perla Santalla, y Duilio Marzio. Su primer capítulo obtuvo 20,6 puntos promedio de índice de audiencia y el último obtuvo 16, 5 puntos promedio. Su mayor audiencia fue el viernes 17 de marzo de 2006, cuando tuvo 22,7 puntos promedio.

## Elenco
| Actor/actriz            | Personaje                                  |
| ----------------------- | ------------------------------------------ |
| Juan Darthés            | Bautista Benegas Pueyrredón                |
| Eugenia Tobal           | Noel Gutiérrez                             |
| Millie Stegman          | Florencia Acevedo Díaz/ Valentina Visconti |
| Gerardo Romano          | Octavio Ocampo                             |
| Antonio Grimau          | Patricio Benegas                           |
| Silvia Kutika           | Juana Benegas                              |
| Alicia Zanca            | Gladys Gutiérrez                           |
| Segundo Cernadas        | Rodrigo García Pueyrredón                  |
| Sabrina Garciarena      | Magdalena "Maggie" Benegas                 |
| Thelma Biral            | Dolores Pueyrredón                         |
| Osvaldo Santoro         | Horacio García Pueyrredón                  |
| Andrea Frigerio         | Clara Peralta                              |
| Diego Olivera           | José Luis «El Puma» Gutiérrez              |
| Gigí Ruá                | Consuelo Pueyrredón Ocampo                 |
| Mimí Ardú               | Elena Suárez                               |
| Marcelo Alfaro          | Adolfo Benegas                             |
| Mónica Villa            | Tita                                       |
| Juana Viale             | Dolores «Lola» Ocampo (+)                  |
| Gabriela Sari           | Rosa Gutiérrez                             |
| Florencia Ortiz         | Miranda Santillán Güemes                   |
| Norberto Gonzalo        | Antonio                                    |
| Fabián Pizzorno         | Martín Benson                              |
| Fernanda Schiavi        | Andrea                                     |
| Bárbara Napal González  | Catalina Benegas                           |
| Cristina Alberó         | Pilar Pueyrredón                           |
| Hilda Bernard           | Lorenza Tanoyra de Benegas (+)             |
| Perla Santalla          | Vicenta Alzaga                             |
| Duilio Marzio           | Duilio Murúa                               |
| Maite Zumelzú           | Inés Benavente                             |
| Estefanía Iglesias      | Lila                                       |
| Miguel Habud            | Salvador Murúa                             |
| Arnaldo André           | Pablo Cuevas                               |
| Pacho Guerty            | Rolo                                       |
| Osvaldo Guidi           | Cabral                                     |
| Fausto Collado          | Ortiz                                      |
| José Luis Alfonzo       | Joaquín Capilla                            |
| Paula Siero             | Micaela Manzo                              |
| Natalia Lobo            | Ivana                                      |
| Mónica Gonzaga          | Mercedes Peralta Ramos                     |
| Diego Díaz              | Sebastián Ramírez                          |
| Guillermo Marcos        | Augusto Álzaga                             |
| Marta González          | María                                      |
| Gabriela Cóceres        | Raquel Leiza                               |
| Verónica Vieyra         | Carmen                                     |
| Gabriel Maresca         | Diego                                      |
| Matías Santoianni       | Di Salvo                                   |
| Carlos Girini           | Mujica                                     |
| Andrea Galante          | Verónica                                   |
| Susana Di Gerónimo      | Irma                                       |
| María Fernanda Callejón | Gloria                                     |
| Dorys del Valle         | Amelia Del Pino                            |
| Héctor Calori           | Amadeo                                     |
| Néstor Zacco            | Lucío                                      |
| Pía Uribelarrea         | Miguelito                                  |
| Humberto Serrano        | Manuel Acevedo Díaz                        |
| Mabel Pessen            | Aurora Tanoyra                             |
| Lucas Crespi            | Evaristo Ocampo                            |
| Mario Alarcón           | Saverio Ocampo                             |
| Laura Bove              | Vivi                                       |
| Emilio Bardi            | Liebre                                     |
| Noemí Morelli           | Dra. García                                |
| Luciano Cáceres         | Moneda                                     |
| Natalia Juncos          |                                            |

## Premios y nominaciones
| Año  | Premio               | Categoría                    | Programa       | Resultado |
| ---- | -------------------- | ---------------------------- | -------------- | --------- |
| 2005 | Premio Martín Fierro | Actor Protagonista de Novela | Antonio Grimau | Nominado  |
| 2005 | Premio Martín Fierro | Actriz de reparto en Drama   | Perla Santalla | Nominada  |
| 2006 | Premio Martín Fierro | Actor Protagonista de Novela | Antonio Grimau | Nominado  |
| 2006 | Premio Martín Fierro | Actriz de reparto en Drama   | Thelma Biral   | Ganadora  |